# Tightwad
Tightwad – wieś w Stanach Zjednoczonych, w stanie Missouri, w hrabstwie Henry.